# Ломов'єхо
Ломов'єхо (ісп. Lomoviejo) — муніципалітет в Іспанії, у складі автономної спільноти Кастилія-і-Леон, у провінції Вальядолід. Населення — 211 осіб (2010).
Муніципалітет розташований на відстані близько 180 км на північний захід від Мадрида, 80 км на південний захід від Вальядоліда.

## Демографія
Динаміка населення (INE ):